# Diego Barboza
Diego Martín Barboza González (n. Montevideo, Uruguay, 9 de enero de 1991) es un futbolista uruguayo. Juega de defensa central.

## Clubes
| Club                       | País    | Año         |
| -------------------------- | ------- | ----------- |
| Nacional                   | Uruguay | 2010 - 2012 |
| Rentistas                  | Uruguay | 2012 - 2013 |
| Rampla Juniors             | Uruguay | 2013 - 2016 |
| Huracán (Paso de la Arena) | Uruguay | 2016        |
| Montevideo Wanderers       | Uruguay | 2016 - 2017 |
| Correcaminos UAT           | México  | 2017 - 2018 |
| Montevideo Wanderers       | Uruguay | 2019        |